# Henry Tuilagi
Henry Tuilagi va néixer el 12 d'agost de 1976 a Fogapoa (Samoa). És un jugador de rugbi a XV, que ocupa la posició de tercera línia centre en l'equip de l'USAP de Perpinyà i a la selecció de Samoa. Anteriorment havia jugat en l'equip dels Leicester Tigers.
El seu germà més gran, Freddie Tuilagi, també va formar part del Leicester, on actualment hi juguen els seus germans Alesana i Anitelia.

## Carrera

### En club
- Overmach Parme : 2002-2003
- Leicester Tigers: 2003-2007
- USAP: des de 2007

### En equip nacional
El seu debut internacional amb Samoa va ser l'1 de juny de 2002, en ocasió d'un partit contra l'equip de Fiji.
(A 1/01/2008)
- 6 partits amb la selecció de Samoa (4 el 2002, 2 el 2007 a la Copa del Món)